# Amt Luzern
Das Amt Luzern war eines von fünf Ämtern des Kantons Luzern in der Schweiz. Hauptort war die Stadt Luzern. Die neue Luzerner Kantonsverfassung von 2007 kennt keine Ämter mehr; sie dienen allerdings weiterhin als statistische Einheiten (siehe: neue Aufteilung in Wahlkreis Luzern-Stadt und Wahlkreis Luzern-Land).

## Geografie
Das Amt Luzern bestand aus dem südöstlichen Teil des Kantons rund um den luzernischen Teil des Vierwaldstättersees einschliesslich der Kantonshauptstadt Luzern.

## Gemeinden des Amtes Luzern
Das Amt Luzern bestand aus folgenden 18 Gemeinden:
Stand: 31. Dezember 2012
| Wappen        | Name der Gemeinde | Einwohner (31. Dezember 2012) | Fläche in km² |
| ------------- | ----------------- | ----------------------------- | ------------- |
| Adligenswil   | Adligenswil       | 5406                          | 6,99          |
| Buchrain      | Buchrain          | 6049                          | 4,81          |
| Dierikon      | Dierikon          | 1467                          | 2,78          |
| Ebikon        | Ebikon            | 12'571                        | 9,68          |
| Gisikon       | Gisikon           | 1148                          | 1,09          |
| Greppen       | Greppen           | 1050                          | 3,32          |
| Honau         | Honau             | 366                           | 1,25          |
| Horw          | Horw              | 13'618                        | 12,86         |
| Kriens        | Kriens            | 26'751                        | 27,34         |
| Luzern        | Luzern            | 79'478                        | 37,4          |
| Malters       | Malters           | 6861                          | 28,63         |
| Meggen        | Meggen            | 6752                          | 7,28          |
| Meierskappel  | Meierskappel      | 1301                          | 6,79          |
| Root          | Root              | 4633                          | 8,66          |
| Schwarzenberg | Schwarzenberg     | 1676                          | 39,25         |
| Udligenswil   | Udligenswil       | 2196                          | 6,23          |
| Vitznau       | Vitznau           | 1206                          | 8,92          |
| Weggis        | Weggis            | 4181                          | 11,80         |
|               | Total (18)        | 176'710                       | 216,73        |

## Veränderungen im Gemeindebestand

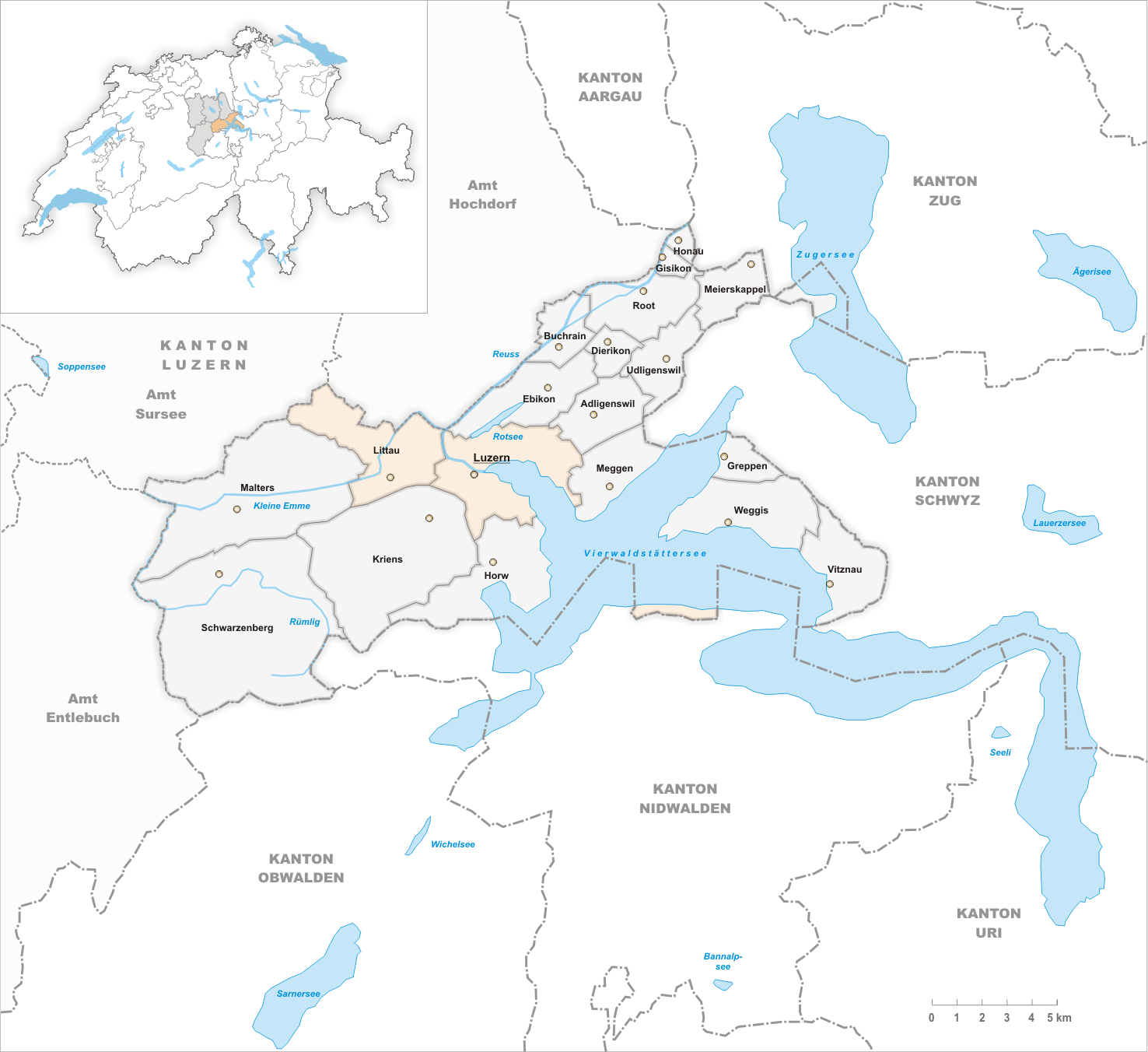
Gemeinden bis 2009

- 2010: Fusion Luzern und Littau → Luzern

- 2013: Bezirkswechsel aller Gemeinden ausser Luzern vom Amt Luzern → Wahlkreis Luzern-Land
- 2013: Bezirkswechsel Luzern vom Amt Luzern → Wahlkreis Luzern-Stadt